# 手羽先唐揚げ

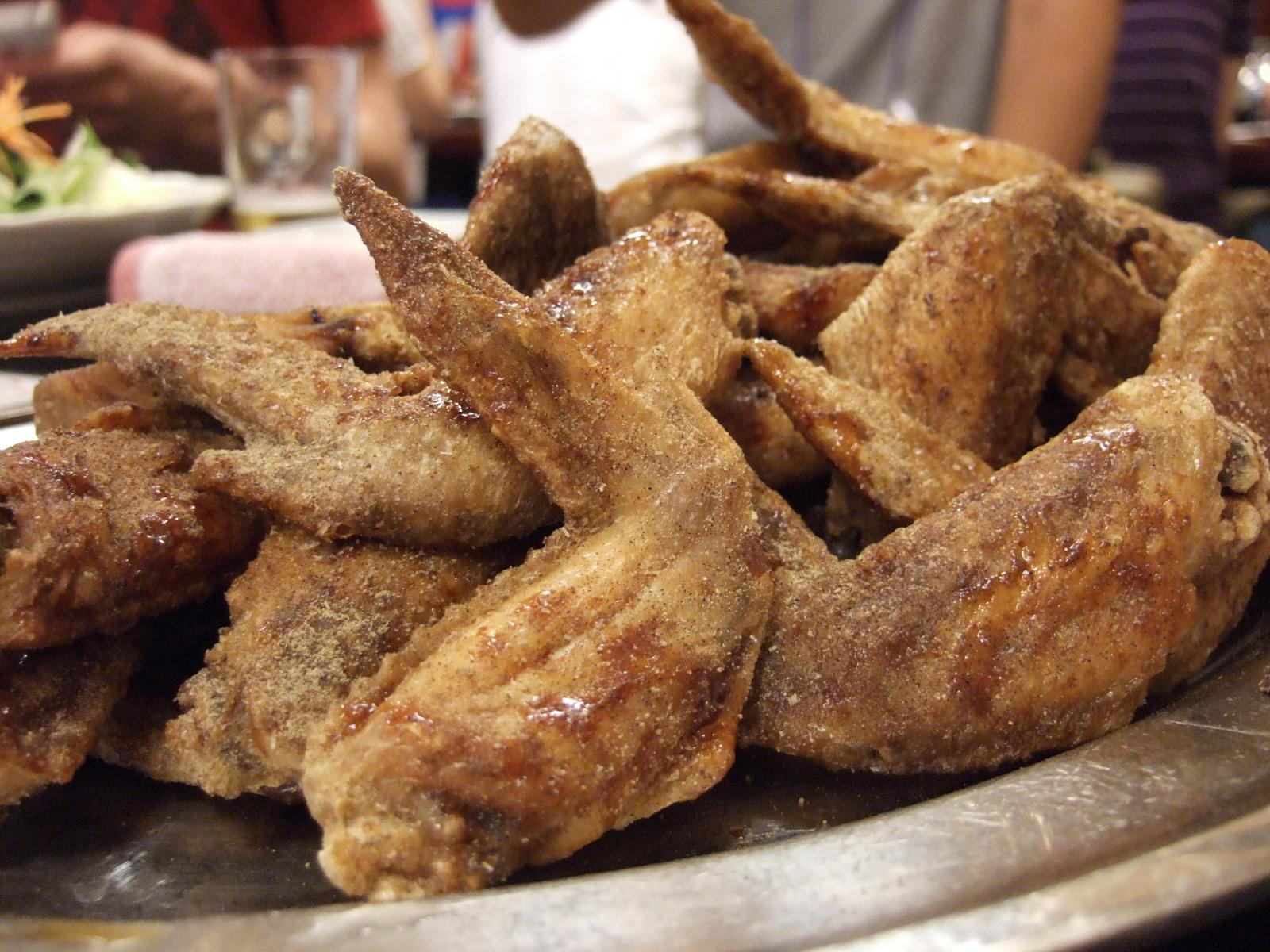
名古屋市中区金山にて

手羽先唐揚げ（てばさきからあげ）は、鶏の手羽先をから揚げにした料理。日本各地で食べられているが、特に中京圏（愛知県名古屋市およびその周辺地域）で多く食べられる。

## 概要
鶏の手羽先（羽先）をから揚げにしてタレを塗り、塩・胡椒・白ごまなどを振りかけて仕上げる。パリパリとした食感とスパイスの効いた味が特徴で、酒肴として食べられる。
「風来坊」が元祖。昭和38年、北九州市小倉地区から名古屋で飲食店を開業した大坪健庫が若鶏の半身をそのまま揚げ、秘伝のタレをつける「ターザン焼き」を提供していたが、ある日発注ミスで丸鶏が欠品し、スープの材料として山のように積まれた手羽先を代替品として提供し、ヒットしたことから文化が根付いた。
中京圏で「手羽先」というと、鶏（肉）の部位ではなく、この料理の事を指す場合が多い。
類似するアメリカ料理として、バッファローの名物料理、バッファローウィングがある。鶏手羽を素揚げしたものにカイエンペッパーソースとバターを絡める。

### 歴史
名古屋の鶏料理店「風来坊」の当時の店主だった大坪健庫が北九州市にいた当時、鶏の半身をまるごと使ったから揚げに秘伝のタレで調味する「ターザン焼き」を開発した。その後の1963年、名古屋市熱田区に店を構えた大坪は、ある日当時出汁を取るためだけに使われていた手羽先をから揚げにしてターザン焼きのタレを付けることを思い付き、メニューとして客に出してみたところ、その手軽さがターザン焼きには手が出せない客にも受けたのでメニューとして定着した。発想のきっかけは大坪が仕入れ先で鳥手羽先の山を見たことからと同店公式サイトには記載されている。